# Costulaire fausse-mélique
Costularia melicoides
Espèce
La costulaire fausse-mélique (Costularia melicoides) est une espèce de plantes à fleurs de la famille des cypéracées. Elle est endémique de l'île de La Réunion, département d'outre-mer français dans le sud-ouest de l'océan Indien.